# Kìm nén tình dục
Kìm nén tình dục là trạng thái mà một người bị ngăn cản thể hiện tình dục của chính họ. Kìm nén tình dục thường liên quan đến cảm giác tội lỗi hoặc xấu hổ, liên quan đến các xung động tình dục. Những gì cấu thành sự đàn áp tình dục là chủ quan và có thể khác nhau rất nhiều giữa các nền văn hóa và hệ thống đạo đức. Nhiều tôn giáo    đã bị buộc tội thúc đẩy đàn áp tình dục .
Một số ý thức hệ    tìm cách kìm nén một số hình thức biểu hiện tình dục, chẳng hạn như đồng tính luyến ái , và một số nền văn hóa    thậm chí sử dụng các hành vi bạo lực như sửa đổi và cắt xén bộ phận sinh dục, giết người vì danh dự hoặc ném đá, trong nỗ lực điều chỉnh hành vi tình dục của con người.

## Lịch sử
Sigmund Freud là người đầu tiên sử dụng thuật ngữ này một cách rộng rãi và cho rằng đó là một trong những gốc rễ của nhiều vấn đề trong xã hội phương Tây. Freud tin rằng bản năng tự nhiên mạnh mẽ của con người đối với tình dục đã bị con người kìm nén để đáp ứng những ràng buộc áp đặt lên họ bởi cuộc sống văn minh. Tuy nhiên, những ý tưởng của Freud về sự đàn áp tình dục không phải là không có sự chỉ trích của họ. Theo nhà trị liệu tình dục Bernard Apfelbaum, Freud không đặt niềm tin vào bẩm sinh phổ biến, tình dục tự nhiên dựa trên sức mạnh của ham muốn tình dục mà anh nhìn thấy ở mọi người, mà là về điểm yếu của nó. Trong một số thời kỳ của lịch sử Ấn Độ, chất chống kích dục đã được sử dụng để hạ thấp năng lượng tình dục.

## Tôn giáo
Hầu hết các hình thức của Kitô giáo ngăn cản mạnh mẽ hành vi đồng tính luyến ái.
Nhiều hình thức Hồi giáo có các quy tắc tình dục nghiêm ngặt bao gồm cấm đồng tính luyến ái, yêu cầu trinh tiết trước khi kết hôn kèm theo lệnh cấm gian dâm và có thể yêu cầu trang phục khiêm tốn cho nam và nữ.

## Pháp luật
Các quốc gia khác nhau có luật chống lại các hành vi tình dục ngoài hôn nhân. Ở các quốc gia như Ả Rập Saudi, Pakistan, Afghanistan, Iran, Kuwait, Maldives, Morocco, Oman, Mauritania, Các Tiểu vương quốc Ả Rập Thống nhất, Sudan, Yemen, bất kỳ hình thức hoạt động tình dục nào ngoài hôn nhân là bất hợp pháp.

## Hôn nhân
Hôn nhân đã được xem là một phương tiện kiểm soát tình dục. Một số hình thức kết hôn, chẳng hạn như hôn nhân trẻ em, thường được thực hiện như một biện pháp điều chỉnh tình dục của các cô gái, bằng cách đảm bảo họ không có nhiều đối tác, do đó giữ được trinh tiết của họ cho người chồng tương lai.

## Cắt bỏ bộ phận sinh dục nữ

Tỷ lệ cắt bỏ bộ phận sinh dục nữ ở Châu Phi

Cắt bỏ bộ phận sinh dục nữ (FGM), còn được gọi là cắt bao quy đầu nữ, "bao gồm tất cả các thủ tục liên quan đến việc cắt bỏ một phần hoặc toàn bộ bộ phận bên ngoài của cơ quan sinh dục nữ, hoặc tổn thương khác đối với các cơ quan sinh dục nữ vì lý do phi y tế". Việc thực hành cắt bỏ này tập trung ở 27 quốc gia ở Châu Phi cũng như người Kurd ở Iraq, Yemen và Indonesia; và hơn 125 triệu cô gái và phụ nữ ngày nay được ước tính đã bị cắt bỏ bộ phận sinh dục.

## Cắt bao quy đầu nam giới

Tỷ lệ cắt bao quy đầu ở nam giới theo quốc gia theo đánh giá năm 2007 của Tổ chức Y tế Thế giới.

Cắt bao quy đầu ở nam giới đã được thực hiện như một biện pháp phẫu thuật để ức chế tình dục ở một số nền văn hóa, mặc dù nó có thể được thực hiện vì nhiều lý do, với Tổ chức Y tế Thế giới khuyến cáo đây là biện pháp giảm HIV/AIDS. Cắt bao quy đầu cũng là một truyền thống tôn giáo trong Do Thái giáo và Hồi giáo. Theo nhà thần học người Do Thái thời trung cổ Moses Maimonides, "lý do" cho việc cắt bao quy đầu ở nam giới là "mong muốn làm giảm tần suất quan hệ tình dục và làm suy yếu bớt dương vật, để hoạt động này được giảm bớt và cơ quan này ở trạng thái càng yên tĩnh càng tốt. " 
Vào cuối thế kỷ XIX, cắt bao quy đầu dương vật được John Harvey Kellogg quy định là "phương thuốc" để chữa thủ dâm. William Acton, một cơ quan hàng đầu về tình dục ở Anh giữa thời Victoria, đã ủng hộ việc cắt bao quy đầu ở nam giới để ngăn chặn "sự hưng phấn quá mức của những ham muốn tình dục... mà thần dân của chúng ta phải kìm nén".